# Кон-ла-Гран-Виль
Кон-ла-Гран-Виль (фр. Comps-la-Grand-Ville, окс. La Grand Vila) — коммуна во Франции, находится в регионе Окситания. Департамент — Аверон. Входит в состав кантона Кассань-Бегоне. Округ коммуны — Родез.
Код INSEE коммуны — 12073.
Коммуна расположена приблизительно в 520 км к югу от Парижа, в 115 км северо-восточнее Тулузы, в 14 км к югу от Родеза.

## Население
Население коммуны на 2008 год составляло 512 человек.
| 1962 | 1968 | 1975 | 1982 | 1990 | 1999 | 2008 |
| ---- | ---- | ---- | ---- | ---- | ---- | ---- |
| 483  | 581  | 576  | 542  | 516  | 426  | 512  |

## Экономика
В 2007 году среди 297 человек в трудоспособном возрасте (15—64 лет) 224 были экономически активными, 73 — неактивными (показатель активности — 75,4 %, в 1999 году было 67,1 %). Из 224 активных работали 215 человек (115 мужчин и 100 женщин), безработных было 9 (2 мужчин и 7 женщин). Среди 73 неактивных 21 человек были учениками или студентами, 29 — пенсионерами, 23 были неактивными по другим причинам.

## Достопримечательности
- Церковь Кон. Построена в конце романского периода. Памятник архитектуры с 1968 года.
- Монастырь Боннекомб. Основан в 1167 году.
- Замок Варей (XII век). Замок был летней резиденцией епископа Роде.
- Церковь Сен-Совер в стиле барокко (XV век)
- Чёртов мост
- Мост Гран-Фюль (1302—1305 годы). Длина — 55 м.

## Фотогалерея

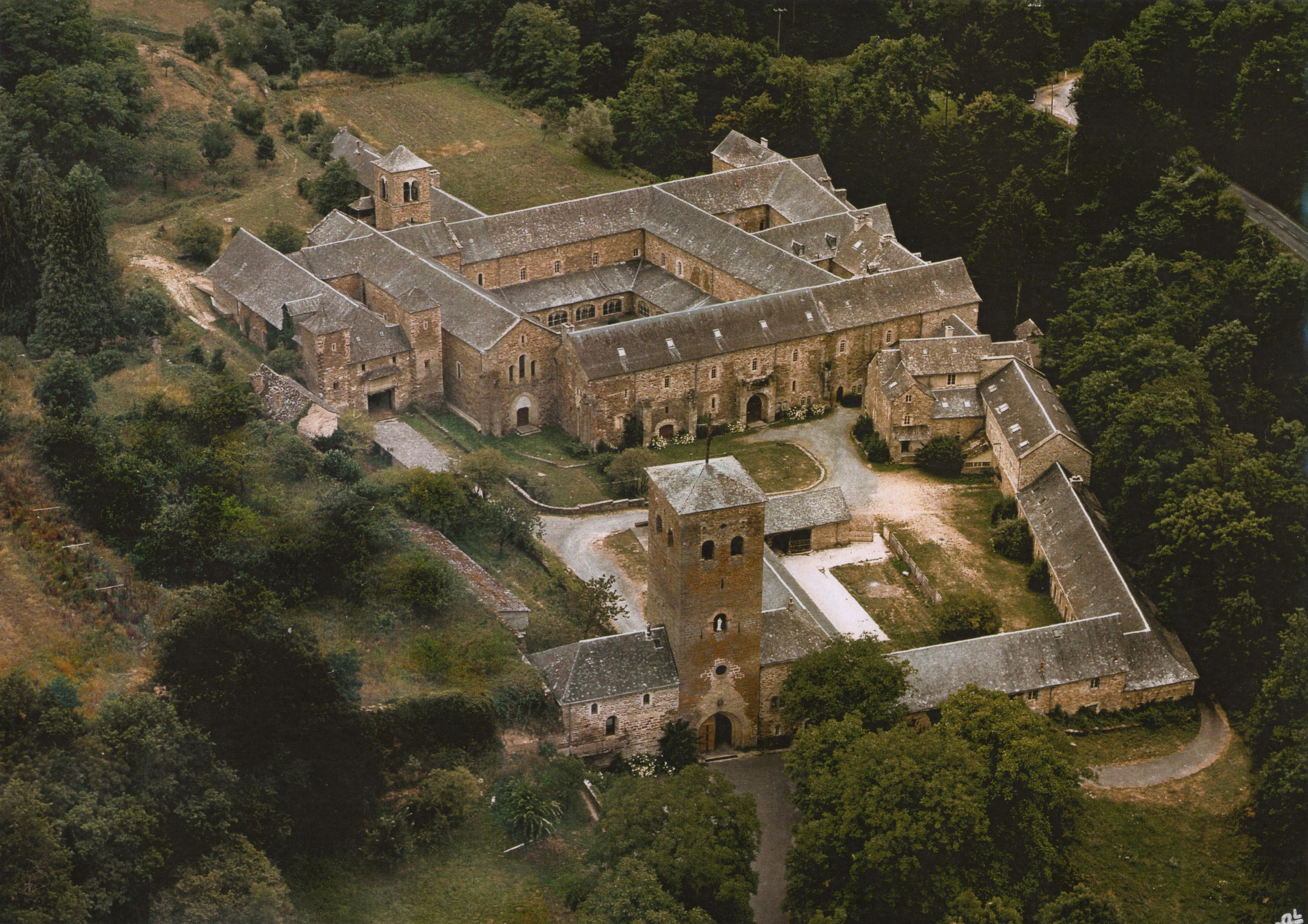
Монастырь Боннекомб
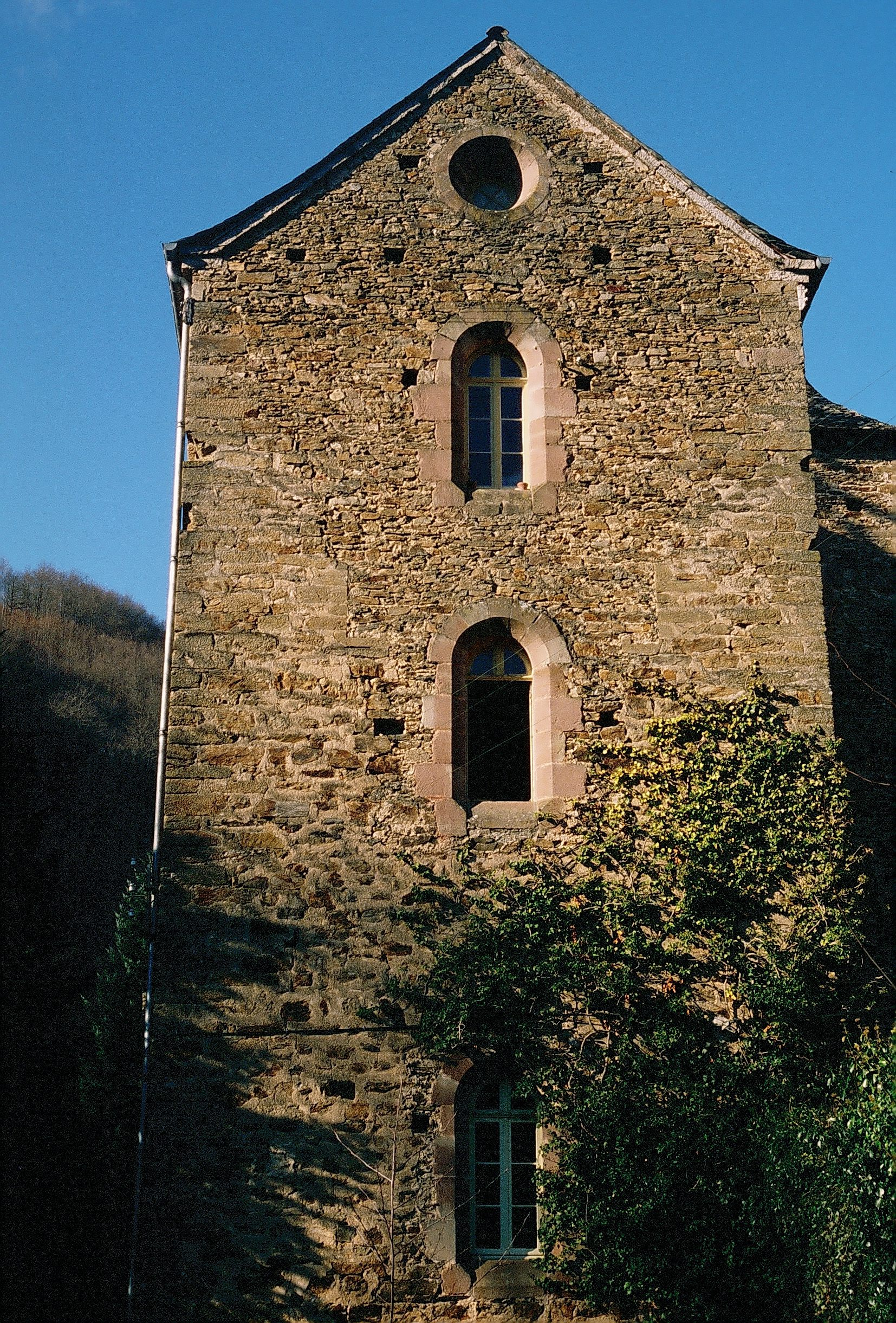
Монастырь Боннекомб (церковь)
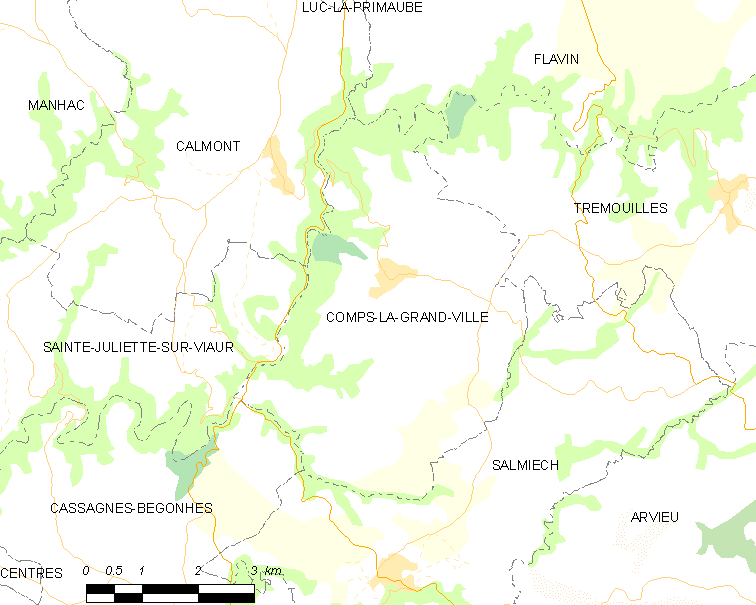
Карта коммуны